# Stazione di Scafa-San Valentino-Caramanico Terme
Stazione di Scafa-San Valentino-Caramanico Terme vasútállomás Olaszországban, Scafa településen.

## Vasútvonalak
Az állomást az alábbi vasútvonalak érintik:
- Róma–Sulmona–Pescara-vasútvonal

## Kapcsolódó állomások
A vasútállomáshoz az alábbi állomások vannak a legközelebb:
- Stazione di Piano d'Orta Bolognano
- Stazione di Alanno